# Pony-Car

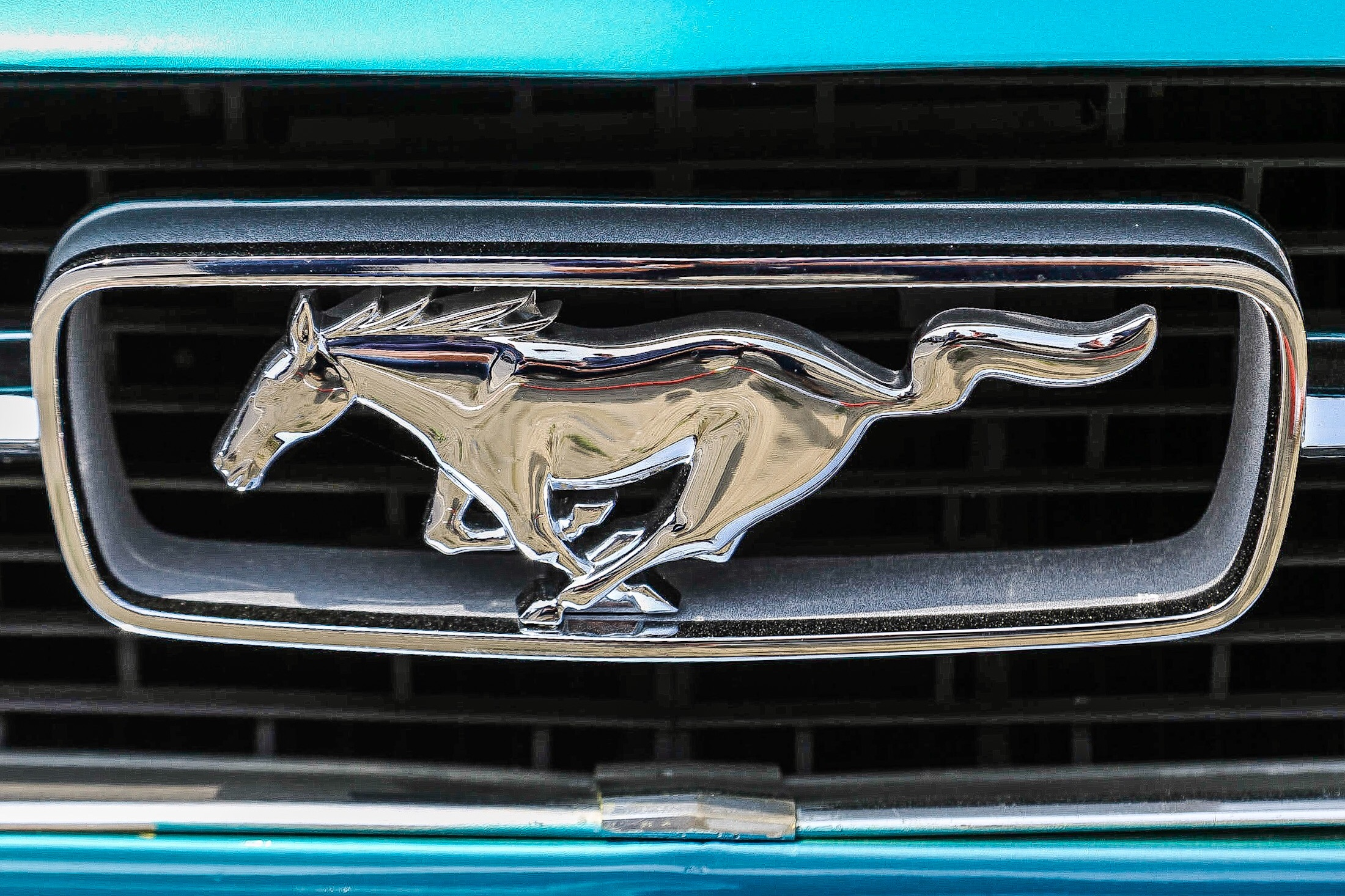
Mustang-Logo im Kühlergrill eines 1967 Ford Mustang

Unter Pony-Car versteht man eine Gattung amerikanischer Automobile. Diese Fahrzeuge sind für damalige US-Verhältnisse eher kleine Coupés und Cabrios mit 6- oder 8-Zylinder-Motoren. Die Bezeichnung geht auf den 1964 als zweites Auto dieser Art eingeführten Ford Mustang zurück. Das erste Auto dieser Art war der Plymouth Barracuda, den Chrysler zwei Wochen vor dem Ford vorstellte. Der Name „Pony-Car“ leitet sich vom Kühlergrill-Logo des Ford Mustang ab, das ein galoppierendes Pferd (Mustang) zeigt. Das wesentliche Designmerkmal wurde mit „long hood, short deck“ umschrieben, also einer langen Motorhaube und einem kurzen Heck.
Die Fahrzeuge waren relativ günstig in der Anschaffung und richteten sich so vor allem an junge Käufer. Analog zu dem parallel existierenden Trend der Muscle Cars gab es die Fahrzeuge mit extrem hohen Motorleistungen von teilweise mehr als 400 SAE-PS. Die meisten Pony-Cars wurden bereits Mitte der 1970er Jahre mit dem Ende der Muscle-Car-Ära wieder eingestellt. Einzig den Ford Mustang gab es durchgehend bis in jüngste Zeit. Der Chevrolet Camaro und sein Schwestermodell Pontiac Firebird wurden 2002 eingestellt, ab 2009 gibt es wieder einen Camaro und bereits ab 2008 einen Dodge Challenger. Bei beiden endete 2023 die Produktion erneut, wobei elektrisch angetriebene Nachfolgemodelle als möglich gelten.
In den späten 1960er und 1970er Jahren gab es in Europa den Versuch, das Konzept der Pony-Cars zu kopieren. Analog zum gesamten Automarkt waren diese Modelle deutlich kleiner und schwächer motorisiert, verglichen mit US-Modellen. Die typischen Vertreter dieser preisgünstigen, Sportcoupé genannten Fahrzeuge waren der Ford Capri und der Opel Manta. Die Tradition kleiner Coupés für den Massenmarkt reicht in Europa aber länger zurück. Schon Anfang der 1960er Jahre gab es Fahrzeuge wie die Renault Caravelle und das Simca 1000 Coupé.

## Vorläufer
In den frühen 1960er Jahren bemerkten Ford, Plymouth und AMC das steigende Interesse an kleinen, sportlichen Autos und die zunehmende Bedeutung jüngerer Kunden. Um das Management von Ford davon zu überzeugen, einen kleinen, sportlichen Wagen für die Produktion zu genehmigen, baute die Budd Company einen Prototyp eines zweisitzigen Roadsters namens XT-Bird. Der XT-Bird wurde auf dem kompakten Fahrgestell des Ford Falcon mit einer modifizierten Ford-Thunderbird-Karosserie von 1957 gebaut. Ford lehnte den Vorschlag ab und zog es vor, stattdessen einen viersitzigen Sportwagen zu entwerfen, der einen besseren Absatz haben würde.
Die Budd Company wandte sich daraufhin an die American Motors Corporation (AMC) mit dem Budd XR-400-Prototyp, der auf einem zweitürigen AMC Ambassador von 1962 basierte, dessen Fahrgestell verkürzt und dessen Karosserie um 406 mm nach hinten versetzt wurde, um eine längere Motorhaube zu ermöglichen. Die Geschäftsleitung des Automobilherstellers bekundete ihr Interesse an einem neuen Auto mit sportlichem Flair, und Anfang 1963 begannen die Arbeiten am AMC Rambler Tarpon, einem 2+2-Coupé mit einem verlängerten Fastback-Dach.
Weitere Beispiele für Serienfahrzeuge, die sportlich und jugendlich wirkten, waren der 1960er Chevrolet Corvair, der zunächst als Sparmodell in einer neuen Kompaktwagenklasse positioniert war und von dem bis 1961 rund 144.000 Exemplare des besser ausgestatteten und sportlicheren Modells Corvair Monza verkauft wurden. Die Einzelsitze und der am Boden montierte Schalthebel – üblich war bisher eine Lenkradschaltung – des Corvair Monza leiteten einen Trend ein, der dazu führte, dass diese Ausstattungsmerkmale in Autos von der Kompaktklasse bis hin zu Großraumlimousinen angeboten wurden. Zu den Konkurrenzmodellen, die sich am Corvair Monza orientierten, gehörten die Modelle Ford Falcon Futura und Futura Sprint sowie die Modelle Rambler American 440-H und Rogue. Die meisten sportlichen Kompakten wurden von denselben sparsamen Sechszylinder-Reihenmotoren angetrieben wie ihre alltäglicheren Pendants, aber in einigen Fällen waren optional auch V8-Motoren und Viergang-Schaltgetriebe erhältlich.

## Beginn der Pony-Ära
Das erste Pony-Car, das auf den Markt kam, war der Plymouth Barracuda, der am 1. April 1964 und damit zwei Wochen vor dem Ford Mustang angeboten wurde. Der Barracuda wurde als Fastback-Coupé auf der Plattform des kompakten Plymouth Valiant entwickelt. Aufgrund der finanziellen Lage von Chrysler stand für die Entwicklung des Barracuda nur ein begrenztes Budget zur Verfügung. Der Barracuda wurde dafür kritisiert, dass er sich nicht ausreichend vom Valiant unterschied, auch das Styling stieß auf gemischte Reaktionen. Infolgedessen verkaufte sich der Barracuda nur zu einem Bruchteil so gut wie der Mustang. Hinzu kam, dass Ford vor der Einführung des Mustang kräftig die Werbetrommel rührte.
Bei der Ford Motor Company hatte der Geschäftsführer Lee Iacocca Marketingstudien in Auftrag gegeben, die darauf hindeuteten, dass ein einzigartig aussehender Sportwagen, der zu einem erschwinglichen Preis angeboten werden konnte, viele Käufer finden würde. Daher setzte Ford die Entwicklung eines sportlichen 2+2-Wagens auf der Basis der Ford Falcon-Plattform fort, was zur Markteinführung des Ford Mustang am 17. April 1964 führte. Der Mustang war als zweitüriges Coupé, Fastback und als Cabriolet erhältlich. In seiner Grundausstattung war der Antriebsstrang typisch für einen Kleinwagen: ein 2,8-Liter-Sechszylindermotor und ein Dreigang-Schaltgetriebe. Der attraktive Grundpreis von 2368 US-Dollar beinhaltete Einzelsitze vorn, Teppichboden, Schalthebel auf dem Mitteltunnel, Sportlenkrad und Radkappen. Optionen wie V8-Motoren, ein Viergang-Schaltgetriebe, Klimaanlage und Servolenkung oder Bremskraftverstärker konnten den Preis jedoch um bis zu 60 % erhöhen, was diese Versionen für Ford sehr profitabel machten. Der Mustang brach alle Verkaufsrekorde für Automobile nach dem Zweiten Weltkrieg und schuf den „Pony-Car-Wahn“, der bald von der Konkurrenz übernommen wurde. Viele Pony-Cars wurden mit Sechszylinder- oder V8-Motoren produziert, und obwohl auch leistungsstarke Motoren und Leistungspakete angeboten wurden, nahmen die meisten Käufer einen sparsamen Sechszylinder- oder den kleinsten verfügbaren V8-Motor.
Die Merkmale eines Pony-Cars wurden wie folgt definiert:
- Ein kompakter sportlicher Wagen für die breite Masse, der vier Personen befördern konnte
- Lange Motorhaube, kurzes Heck, zwei Türen
- Erschwinglicher Grundpreis (unter 2500 US-Dollar – in Dollar von 1965)
- Große Auswahl an Optionen zur Individualisierung jedes Fahrzeugs
- Herstellung unter Verwendung von Massenteilen, die auch für andere Modelle verwendet wurden, zur Reduzierung der Fertigungskosten
- Jugendorientiertes Marketing und Werbung

## Marktentwicklung
Zunächst glaubte General Motors (GM), dass der 1965 neu gestaltete Chevrolet Corvair (ein Kompaktwagen mit Heckmotor) ein angemessener Gegner für den Mustang sein würde. Als jedoch klar wurde, dass der Corvair selbst dem Untergang geweiht war, wurde für das Modelljahr 1967 der konventionellere Chevrolet Camaro auf Nova-Basis eingeführt, der auf der neuen GM F-Plattform aufgebaut war und ein konventionelles Frontmotor-Layout verwendete. Einige Monate später wurde der Pontiac Firebird auf Camaro-Basis eingeführt.
Der Mustang wurde für das Modelljahr 1967 umgestaltet und diente als Basis für den Mercury Cougar mit längerem Radstand und hochwertigerer Ausstattung.
American Motors brachte 1967 mit dem AMC Javelin sein erstes Pony-Car auf den Markt, das als „geräumiges, komfortables, schwungvolles und hübsches Beispiel für ein so genanntes Pony-Car beschrieben wurde, die Art von Auto, die immer häufiger auf den US-Highways zu sehen ist“.
1969 gesellte sich der Dodge Challenger zu dem bereits gut bedienten Segment der Pony-Cars. Der Challenger war im Wesentlichen ein vergrößerter und besser ausgestatteter Barracuda.
Das Marktsegment der Pony-Cars wuchs, und alle vier US-amerikanischen Automobilhersteller bauten Versionen des von Ford entwickelten Designs mit langer Motorhaube und kurzem Heck. Der Begriff Pony-Car bezog sich auf alle Versionen dieser Automobilmarken, von den Basismodellen bis hin zu den leistungsstarken Muscle-Car-Modellen. Der Wettbewerb zwischen den Herstellern war so heftig, dass die Trans-Am-Serie von 1966 bis 1972 als „The Pony Car Wars“ bezeichnet wurde.
Obwohl die Verkaufszahlen bis Ende der 1960er Jahre gut waren, bestand der größere Wert der Pony-Cars darin, Markentreue zu erzeugen, insbesondere bei der wichtigen Zielgruppe der Jugendlichen.
Nach dem Vorbild des Ford Mustang begann Ford Europa 1968 mit der Produktion des Ford Capri, der auf der Plattform und dem Antriebsstrang des Ford Cortina und einigen Komponenten des Escort basierte, während GM Europa den Opel Manta und den Vauxhall Firenza auf den Markt brachte. Ab April 1970 wurde der Capri aus Europa in die USA importiert und über das Lincoln-Mercury-Händlernetz verkauft.
Der Erfolg des Mustang inspirierte auch die Entwicklung des Toyota Celica Kompaktcoupés, das 1970 auf den Markt kam. Zuvor hatte Toyota bereits 1967 den zweitürigen Toyota 1600GT mit Hardtop auf den Markt gebracht und einen DOHC-Vierzylinder-Reihenmotor mit Doppelvergasern sowie ein 5-Gang-Schaltgetriebe eingebaut. Wie der Mustang wurde auch der Celica auf der Plattform eines Kompaktwagens gebaut; allerdings war der Celica 580 mm kürzer als der Mustang und war nicht mit V8-Motoren lieferbar. Mehrere japanische Automobilhersteller verkauften in den Vereinigten Staaten kompakte Coupés als kleinere Konkurrenten der Pony-Cars. Allerdings produzierte kein japanischer Hersteller ein „echtes“ Pony-Car.

## Bildergalerie der ersten Generationen
Ursprüngliche Pony-Cars; abgebildet ist jeweils die erste Modellgeneration.

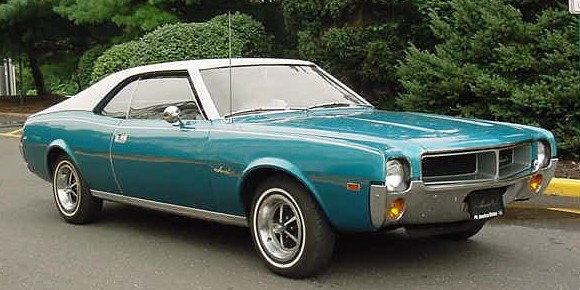
AMC Javelin (1967–1974)
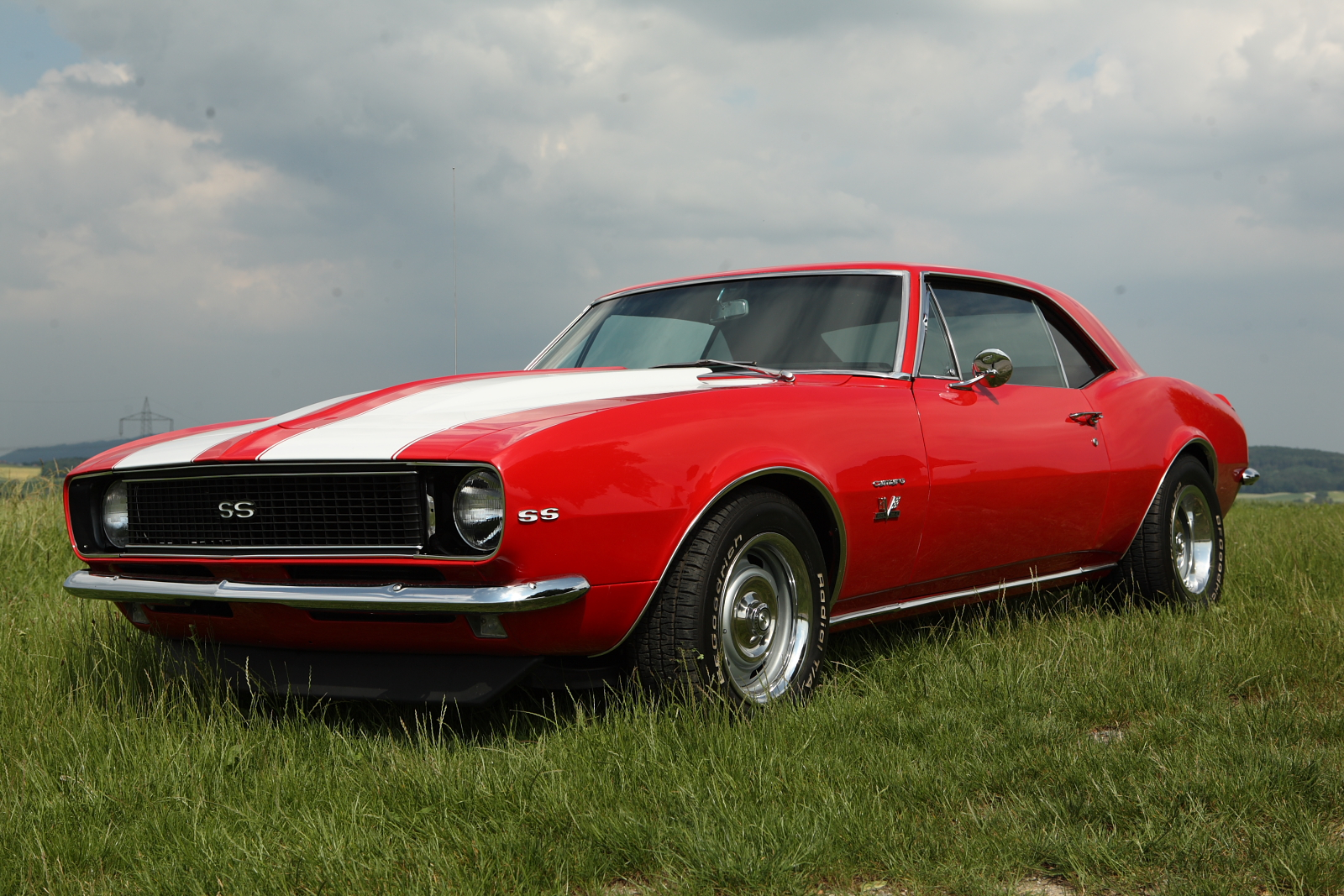
Chevrolet Camaro (1966–2002)
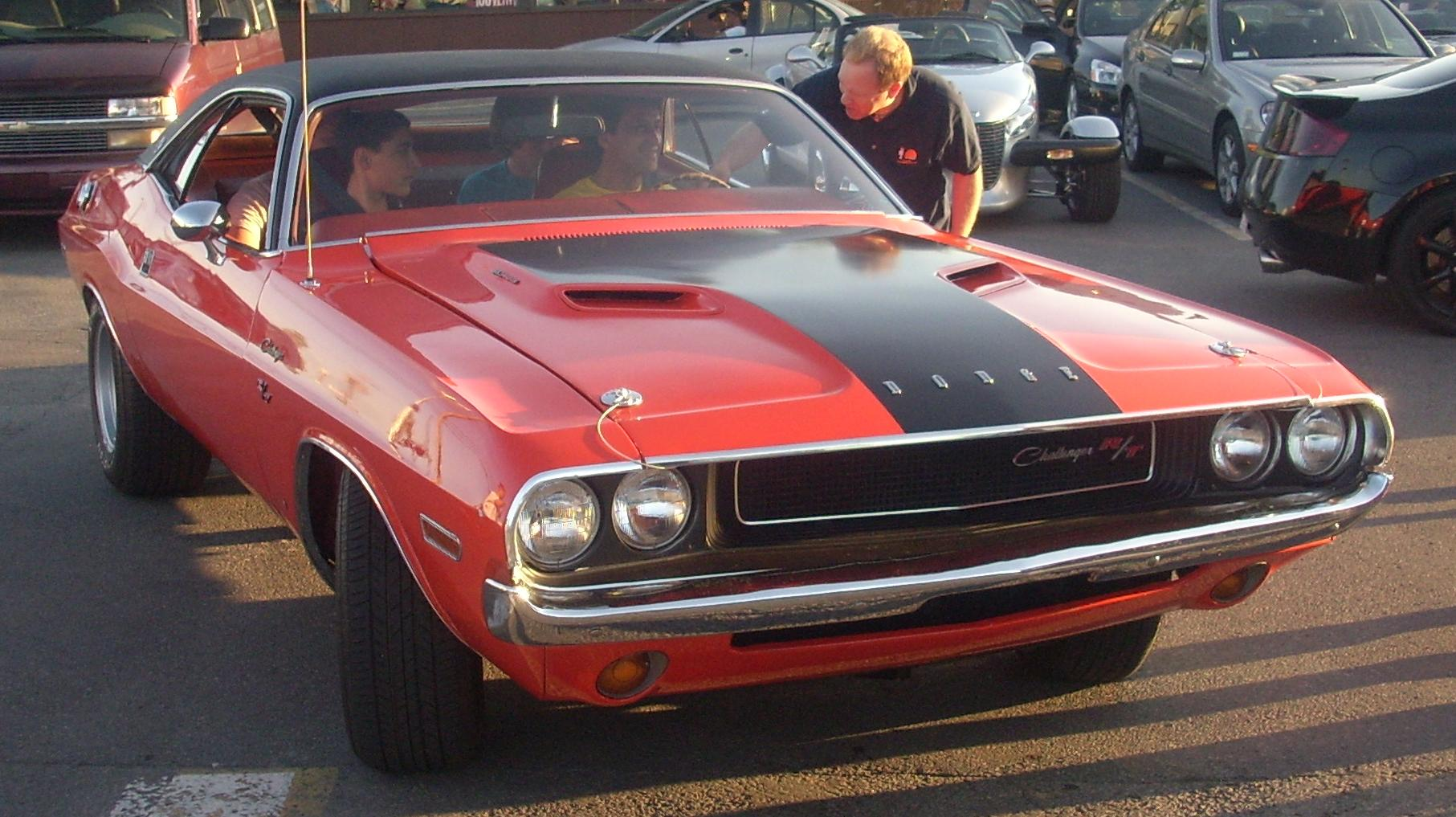
Dodge Challenger (1970–1974)
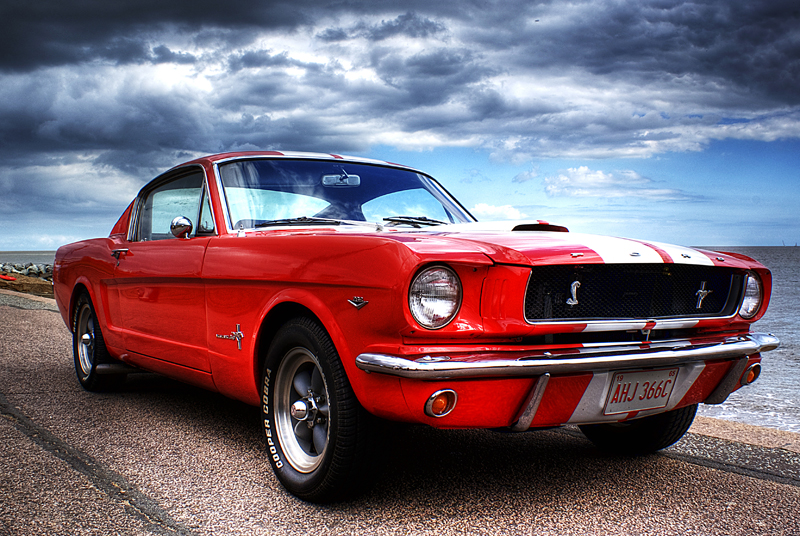
Ford Mustang (seit 1964)
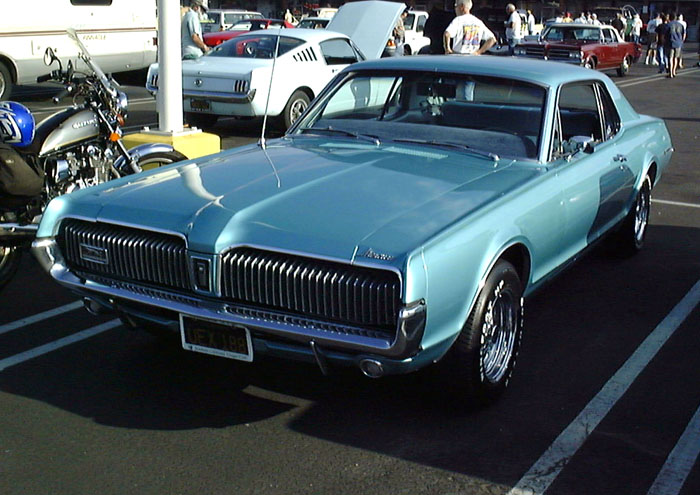
Mercury Cougar (1967–2002)
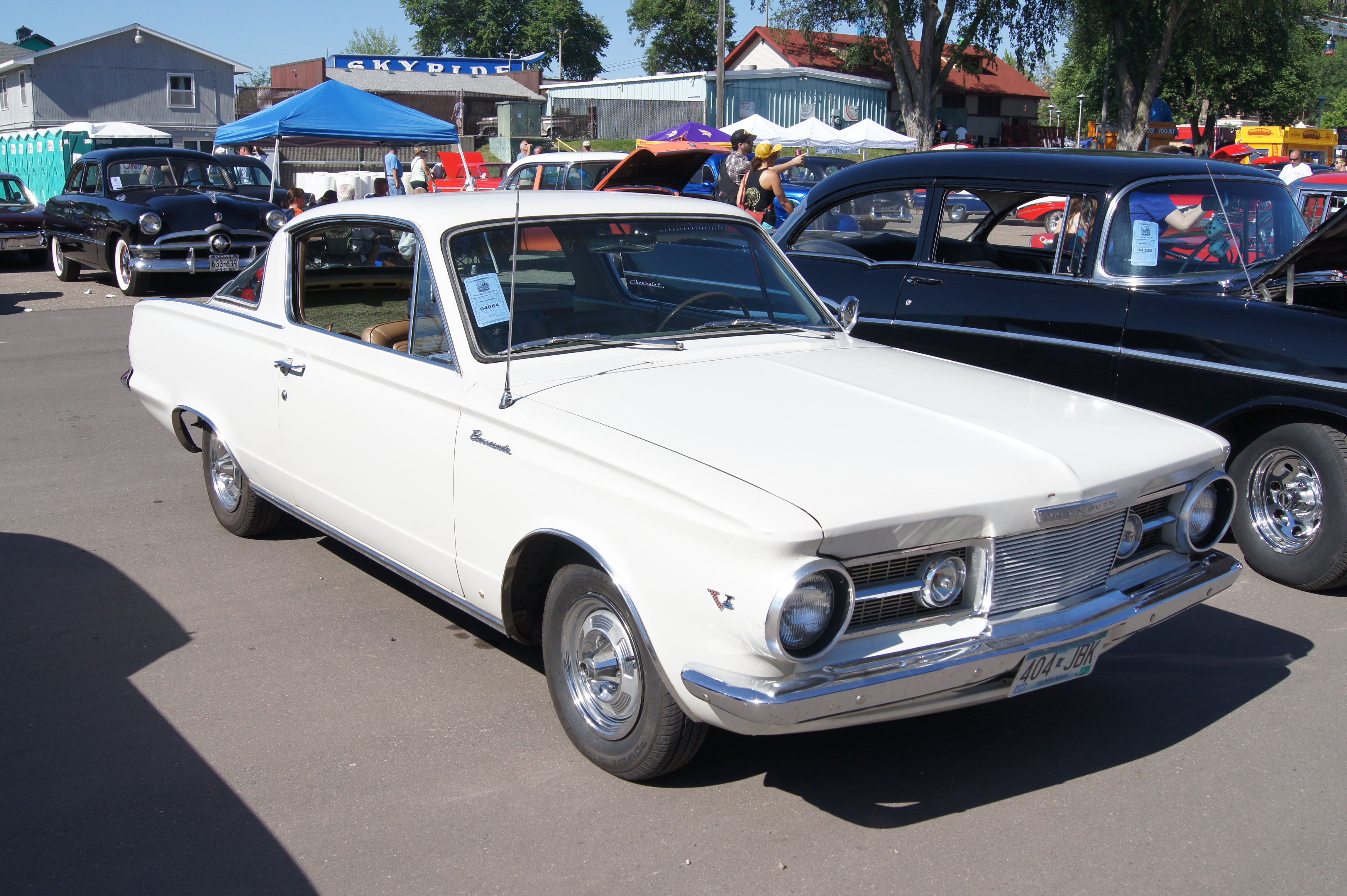
Plymouth Barracuda (1964–1974)
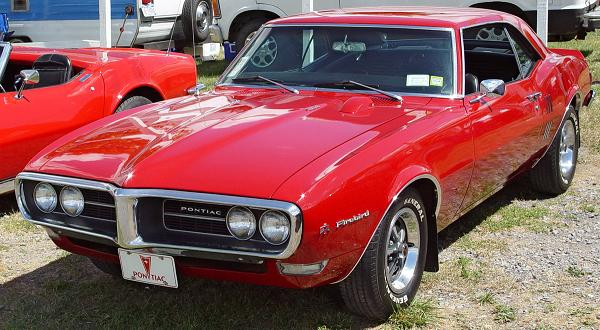
Pontiac Firebird (1967–2002)

## Vorläufiges Ende
Wie bei vielen Neukonstruktionen von Automobilen wurden die nachfolgenden Generationen der Pony-Cars größer, schwerer und teurer. Dieser Trend zu größeren und komfortorientierteren Pony-Cars wurde auch dadurch beeinflusst, dass viele Käufer Ende der 1960er und Anfang der 1970er Jahre Sonderausstattungen und Modelle mit höheren Preisen kauften.
Hinzu kam, dass die Versicherungsprämien für Fahrzeuge, vor allem leistungsstarke Versionen, stiegen und so den Unterhalt verteuerten. In den Folgejahren führte der Staat per Gesetz die Verpflichtung zu sparsameren und emissionsärmeren Fahrzeugen ein. Die Ölkrise von 1973 trug ebenfalls zum Einbruch des Marktes bei. So entschieden AMC, Dodge und Plymouth die Pony-Car-Produktion auslaufen zu lassen. GM hielt bis 2002 an der Produktion des Camaro und des Pontiac fest. Ford produzierte den Mustang ohne Unterbrechung, der Cougar der Ford-Konzerntochter Mercury wurde ebenfalls 2002 eingestellt.

## Wiederbelebung im Retro-Style
Der Ford Mustang der fünfte Generation von 2005 war zum Zeitpunkt seiner Einführung das einzige verbliebene Pony-Car. Der Erfolg des Mustang inspirierte die Einführung des Dodge Challenger der dritten Generation im Jahr 2008, gefolgt vom Chevrolet Camaro der fünften Generation im Jahr 2009.
Im Gegensatz zu früheren Pony-Cars wurden der Challenger und der Camaro auf den Plattformen von Full-Size Cars gebaut, wodurch sie eine stattliche Größe von fünf Metern Länge und nahezu zwei Metern Breite erreichen. Der Mustang und der Camaro wurden als Coupé und Cabrio verkauft, während der Challenger nur als Coupé angeboten wurde. Das Design der Fahrzeuge orientierte sich am Design der ersten Generationen. So waren die Modelle unschwer als Pony-Car-Nachfahren zu erkennen.
Die nächste Generation von Pony-Cars bestand 2015 aus dem Ford Mustang (sechste Generation) und dem Chevrolet Camaro 2016 (sechste Generation). Der Mustang war das erste Pony-Car, das als globales Auto entwickelt wurde, mit einer unabhängigen Hinterradaufhängung, einem aufgeladenen Vierzylindermotor und einer für bestimmte Exportmärkte erforderlichen Rechtssteuerung. Der Camaro der sechsten Generation wurde von einer Full-Size-Plattform auf eine Mittelklasse-Plattform verkleinert, die seiner traditionellen Größe besser entsprach.
Seit 2023 wird die siebte Generation des Ford Mustang vertrieben, welche auf der gleichen Plattform aufbaut, jedoch neue Motoren sowie ein neu entworfenes Innen- und Außendesign haben. Die aktuelle Generation des Challenger mit Verbrennungsmotor lief Ende 2023 aus. Seit 2024 werden nur noch Fahrzeuge mit Elektromotor hergestellt.

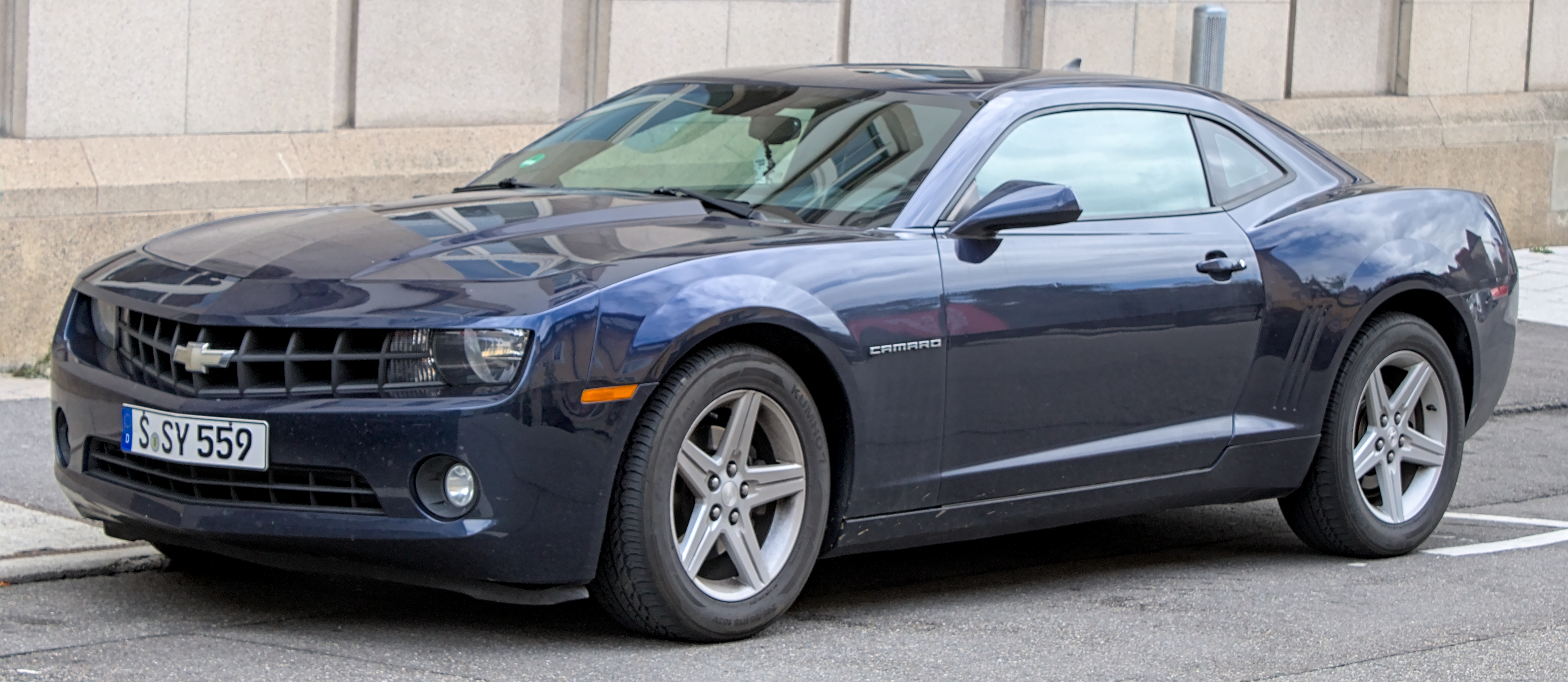
Chevrolet Camaro
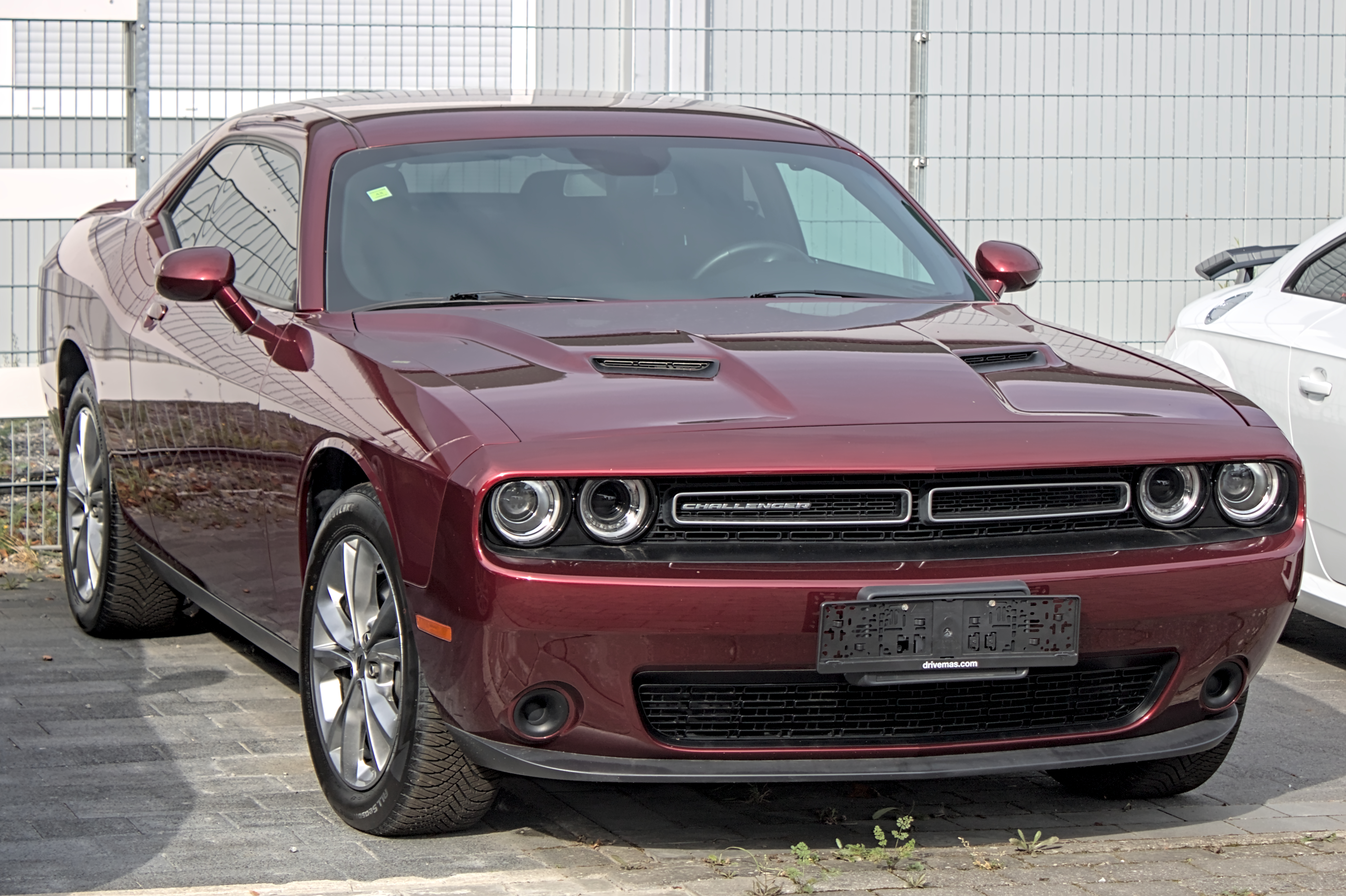
Dodge Challenger

## Bildergalerie der aktuellen Generationen
Heutige Pony-Cars mit dem Einführungsjahr des aktuellen Modells.

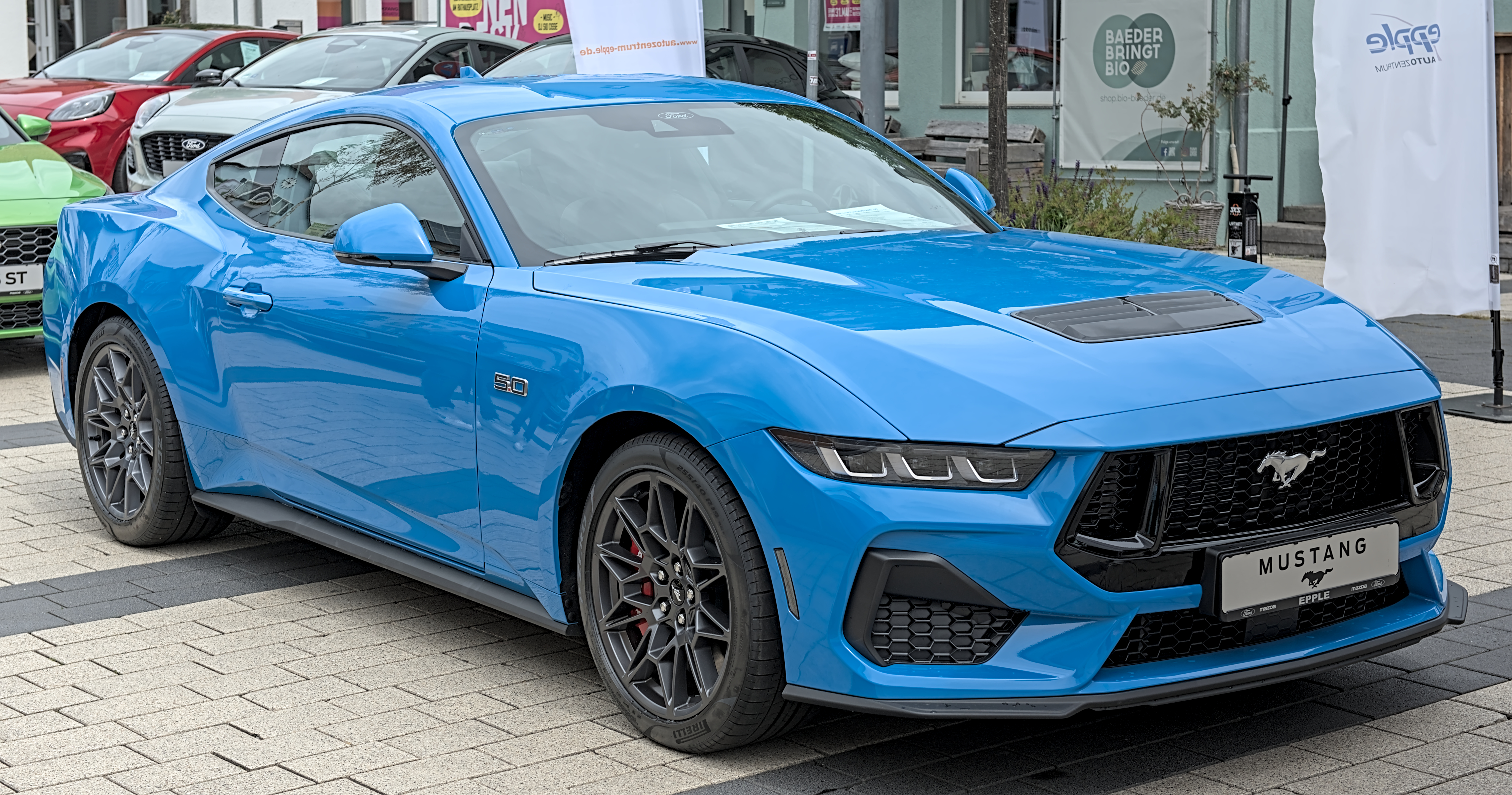
Ford Mustang (seit 2023)
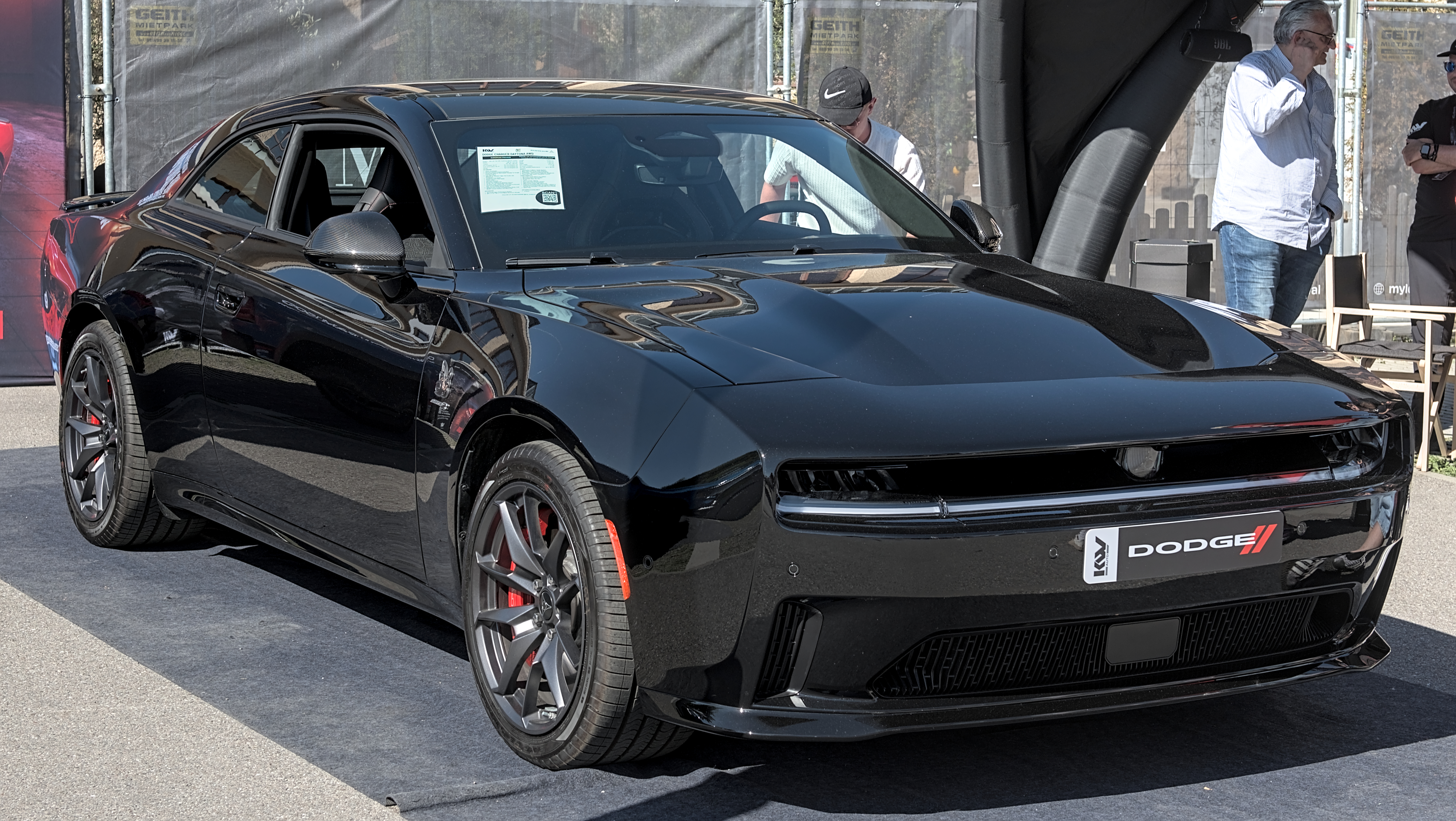
Dodge Charger (seit 2024)